# Biathlon na Zimowych Światowych Wojskowych Igrzyskach Sportowych 2017

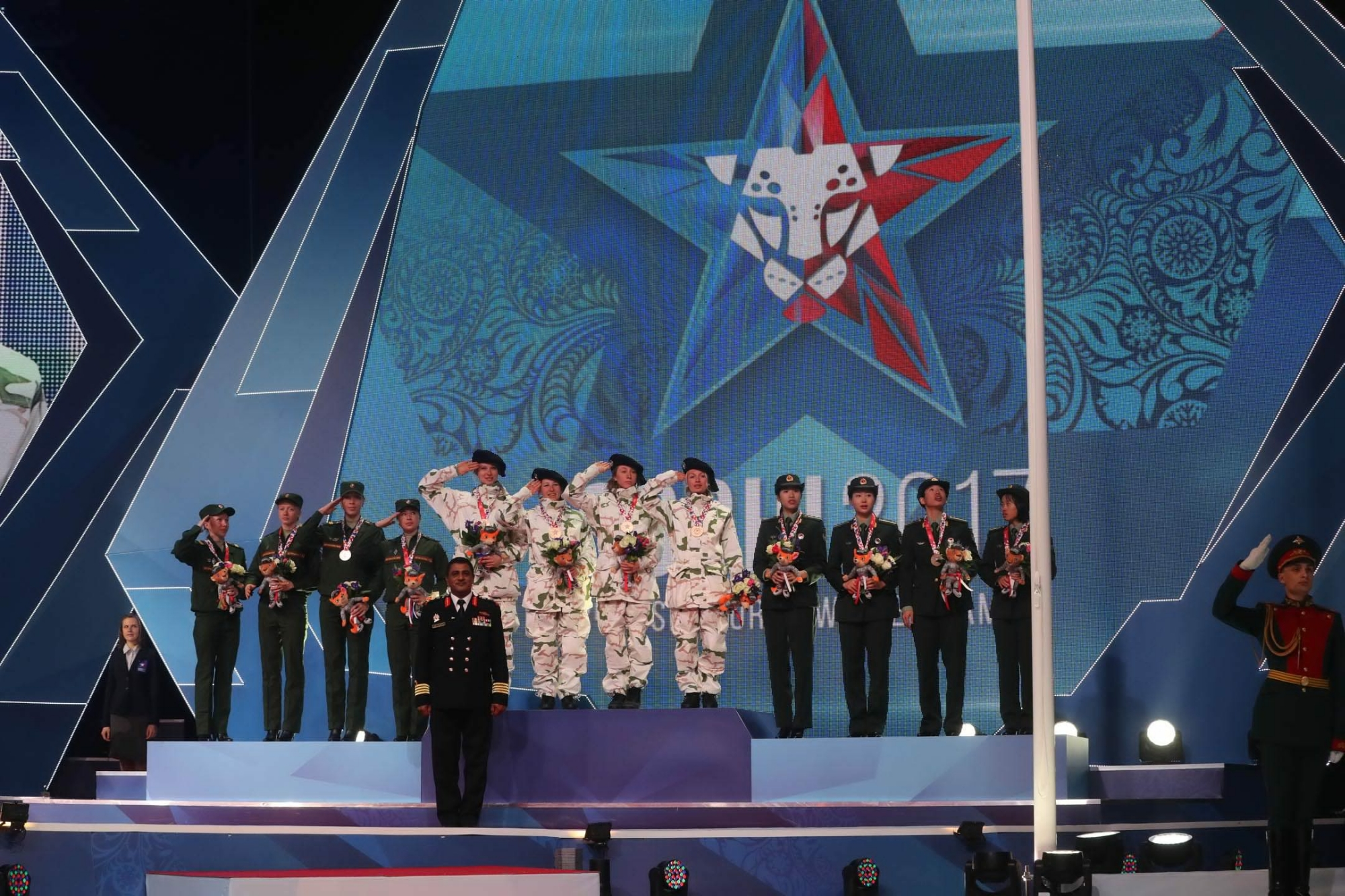
Soczi '17 - Podium wyścigu patrolowego kobiet od lewej: Rosjanki (2 m.), Francuzki (1 m.) i Chinki (3 m.)

Biathlon na 3. Zimowych Światowych Wojskowych Igrzyskach Sportowych – jedna z zimowych dyscyplin sportowych rozegranych w dniach 24–27 lutego 2017 podczas igrzysk wojskowych w miejscowości Soczi w Rosji. Od igrzysk wojskowych w Soczi patrol wojskowy został włączony jako jedna z konkurencji sportowych biathlonu.

## Harmonogram
| Luty 2017 | 23 Cz | 24 Pt | 25 So | 26 Nd | 27 Pn |
| --------- | ----- | ----- | ----- | ----- | ----- |
| Biathlon  |       | 4     | 1     |       | 2     |

Legenda
|  | Eliminacje |  | Finał (ilość) |

## Konkurencje
Podczas zimowych igrzysk wojskowych zawodnicy i zawodniczki rywalizowali w 7 konkurencjach w biegu sprinterskim, indywidualnie i drużynowo (kobiet i mężczyzn). Kobiety rywalizowały (indywidualnie i drużynowo) w biegu narciarskim na dystansie 7,5 km ze strzelaniem w dwóch pozycjach: leżącej oraz w pozycji stojącej. Dystans biegu sprinterskiego u mężczyzn wynosił 10 km. Po raz pierwszy została rozegrana nowa konkurencja, biatlonowa sztafeta mieszana. Wyścig patrolowy u kobiet odbywał się na dystansie 15 km, a u mężczyzn na 20 km. Biatlon rozgrywany podczas zimowych igrzysk wojskowych odbywał się na terenie kompleksu narciarsko-biathlonowego „Łaura” w Soczi. 

## Medaliści

### Kobiety
| Konkurencja                                    | Złoto                                                                                | Srebro                                                                             | Brąz                                                                |
| Konkurencja                                    | Drużyna/Zawodniczka                                                                  | Drużyna/Zawodniczka                                                                | Drużyna/Zawodniczka                                                 |
| biathlon – sprint 7,5 km szczegóły             | Teja Gregorin                                                                        | Tatjana Akimowa                                                                    | Uljana Kajszewa                                                     |
| biathlon – sprint 7,5 km (drużynowo) szczegóły | Rosja · Tatjana Akimowa · Uljana Kajszewa · Galina Nechkasova                        | Francja · Enora Latuillière · Coline Varcin · Estelle Mougel                       | Chiny · Yuanmeng Chu · Zhaohan Zhang · Xuelan Wang                  |
| 15 km wyścig patrolowy szczegóły               | Francja · Coline Varcin · Estelle Mougel · Enora Latuillière · Coraline Thomas Hugue | Rosja · Galina Nechkasova · Anastasija Zagorujko · Uljana Kajszewa · Lidia Durkina | Chiny · Xue Lan Wang · Yuan Meng Chu · Zhao Han Zhang · Shuang Chen |

### Mężczyźni

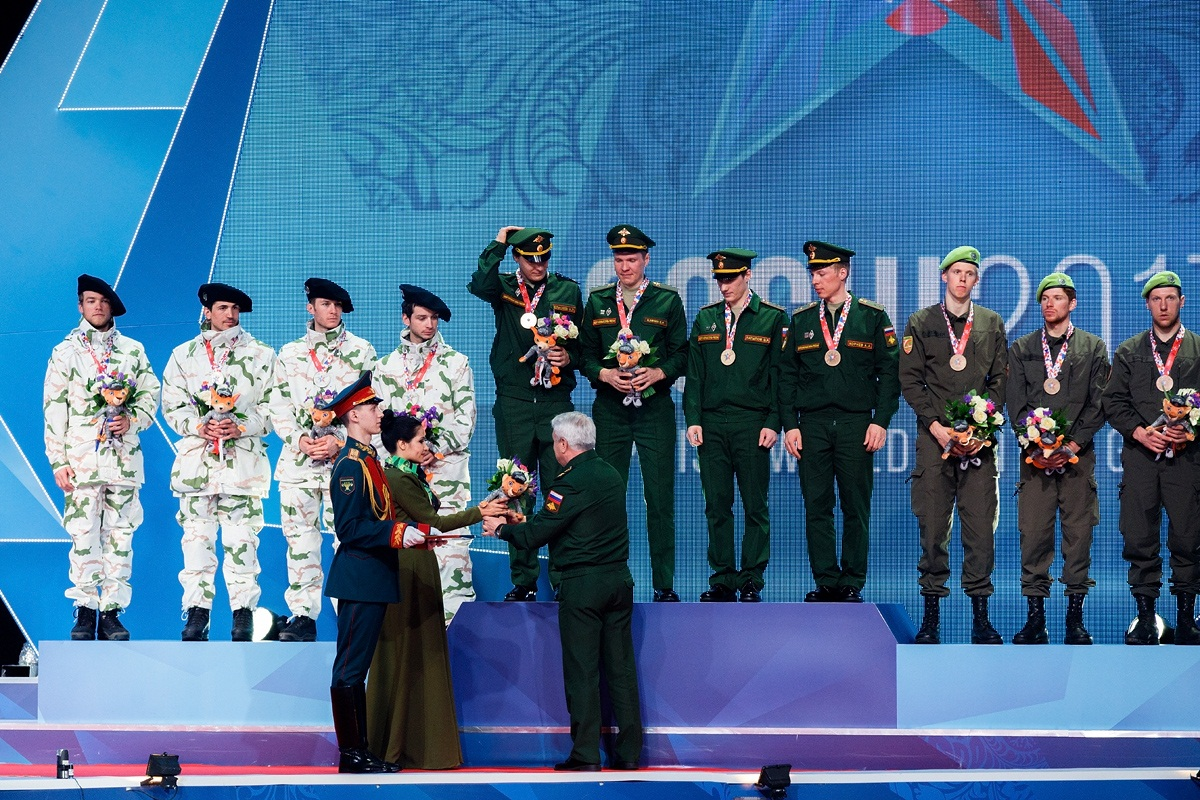
Soczi '17 - Podium wyścigu patrolowego mężczyzn od lewej: Francuzi (2 m.), Rosjanie (1 m.) i Austriacy (3 m.)

| Konkurencja                                   | Złoto                                                                          | Srebro                                                                           | Brąz                                                                        |
| Konkurencja                                   | Drużyna/Zawodnik                                                               | Drużyna/Zawodnik                                                                 | Drużyna/Zawodnik                                                            |
| biathlon – sprint 10 km szczegóły             | Lukas Hofer                                                                    | Szwajcaria · Benjamin Weger                                                      | Francja · Simon Fourcade                                                    |
| biathlon – sprint 10 km (drużynowo) szczegóły | Rosja · Maksim Cwietkow · Matwiej Jelisiejew · Siergiej Klaczin                | Austria · David Komatz · Peter Brunner · Kevin Plessniter                        | Włochy · Thierry Chenal · Riccardo Romani · Maikol Demetz                   |
| 20 km wyścig patrolowy szczegóły              | Rosja · Alexej Kornev · Matwiej Jelisiejew · Siergiej Klaczin · Eduard Łatypow | Francja · Clement Arnaud · Baptiste Jouty · Antonin Guigonnat · Damien Tarantola | Austria · Klaus Leitinger · David Komatz · Peter Brunner · Kevin Plessniter |

### Sztafeta mieszana

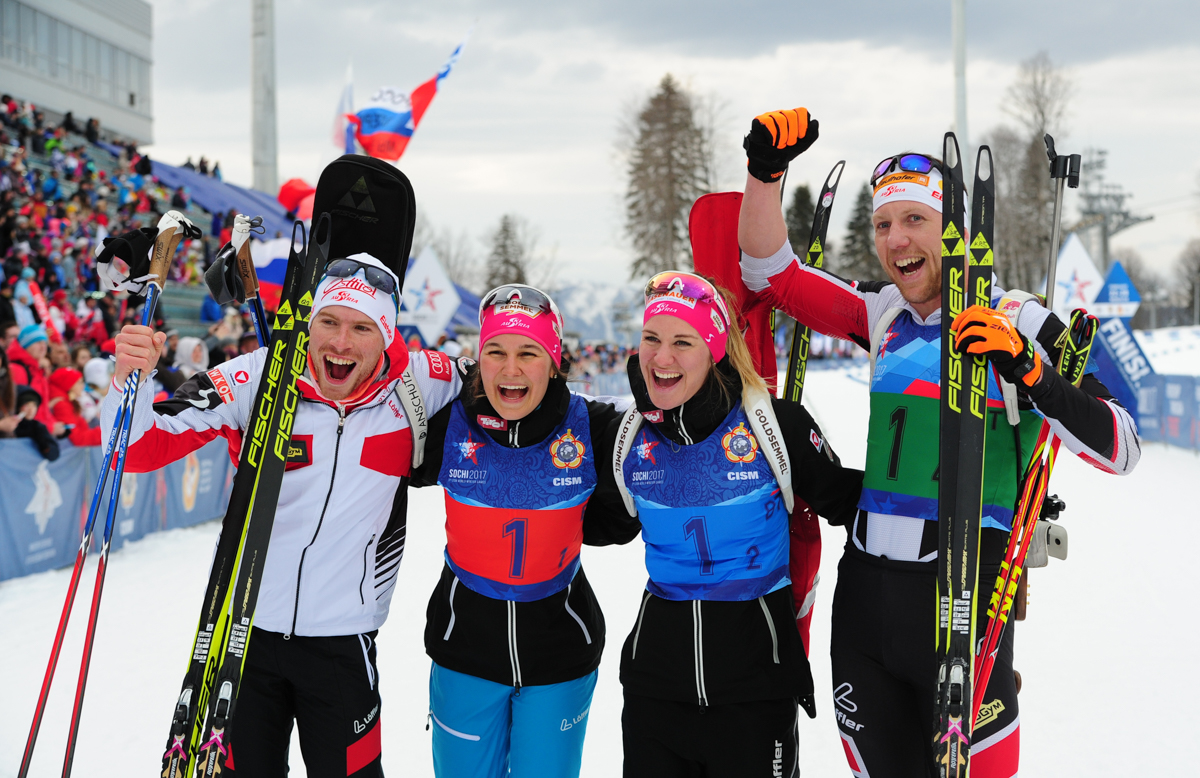
Soczi '17 - sztafeta mieszana Austrii (1 m.)

| Złoto                                                                       | Srebro                                                                           | Brąz                                                                               |
| Drużyna Zawodniczka/Zawodnik                                                | Drużyna Zawodniczka/Zawodnik                                                     | Drużyna Zawodniczka/Zawodnik                                                       |
|                                                                             |                                                                                  |                                                                                    |
| Austria · Dunja Zdouc · Katharina Innerhofer · Peter Brunner · David Komatz | Francja · Coline Varcin · Enora Latuillière · Baptiste Jouty · Antonin Guigonnat | Rosja · Uljana Kajszewa · Galina Nechkasova · Matwiej Jelisiejew · Maksim Cwietkow |

## Klasyfikacja medalowa
* Gospodarz zawodów został zaznaczony tym kolorem.
| Miejsce           | Reprezentacja     | Złoto | Srebro | Brąz | Razem |
| ----------------- | ----------------- | ----- | ------ | ---- | ----- |
| 1                 | Rosja *           | 3     | 2      | 2    | 7     |
| 2                 | Francja           | 1     | 3      | 1    | 5     |
| 3                 | Austria           | 1     | 1      | 1    | 3     |
| 4                 | Włochy            | 1     | 0      | 1    | 2     |
| 5                 | Słowenia          | 1     | 0      | 0    | 1     |
| 6                 | Szwajcaria        | 0     | 1      | 0    | 1     |
| 7                 | Chiny             | 0     | 0      | 2    | 2     |
| Ogółem (7 państw) | Ogółem (7 państw) | 7     | 7      | 7    | 21    |